# Barbel-Klasse
Die Barbel-Klasse war eine U-Boot-Klasse der United States Navy. Die drei Boote wurden in den 1950er Jahren gebaut und waren die letzten dieselelektrisch getriebenen U-Boote der US Navy, die für Kampfeinsätze geplant wurden. Mit dem Rückzug der Boote aus dem aktiven Dienst zwischen 1988 und 1990 stellte die Navy ihre U-Boot-Flotte komplett auf Atom-U-Boote um.
Der Entwurf gilt als äußerst gelungen und kann sich aus Gesichtspunkten der Leistungscharakteristik mit dem 20 Jahre jüngeren sowjetischen Entwurf für das Projekt 877 messen, der noch im 21. Jahrhundert weltweit verbreitet ist. Der Barbel-Typ wurde an die Niederlande und die Republik China (Taiwan) verkauft.

## Geschichte

### Vorgeschichte
Bis zur Mitte des Zweiten Weltkrieges fuhren U-Boote noch lange Strecken an der Oberfläche und tauchten nur zum Angriff, weshalb sie mit scharfem Zerstörerbug, zwei Propellern sowie einem festen Deck eher tauchfähigen Überwasserschiffen glichen. Durch Weiterentwicklungen beim britischen Radar konnten aufgetauchte deutsche U-Boote auch nachts und bei schlechtem Wetter erkannt und bekämpft werden, weshalb bei deutschen U-Booten später im Krieg ein Schnorchel nachgerüstet wurde. Die Boote deutscher U-Boot-Klassen gegen Ende des Krieges (zum Beispiel die Klassen XVII, XXI und XXIII) waren deswegen bereits auf ununterbrochene Unterwasserfahrt und hohe Unterwassergeschwindigkeit ausgelegt. Die US Navy erlangte mittels Reverse Engineering im Greater Underwater Propulsion Power Program (GUPPY) ab 1947 viele Technologien aus erbeuteten deutschen U-Booten.
Ende 1953 stellte die US Navy die Albacore in Dienst, ein von der Portsmouth Naval Shipyard (NSY) entwickeltes und gebautes Versuchs-U-Boot, das die neuen Antriebstechnologien mit Neuerungen wie einem hydrodynamisch optimierten Rumpf in Tropfenform mit nur noch einem Propeller aufwies.

### Planung und Bau

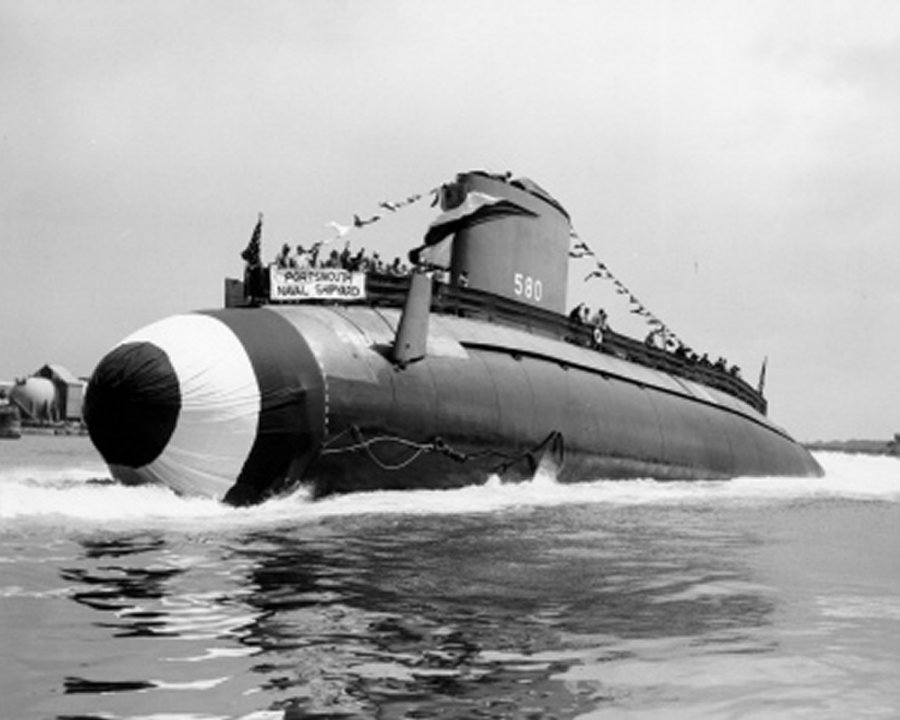
Stapellauf der Barbel

Schon 1953 schlug die Portsmouth Naval Shipyard dem bei der Navy für Planung und Bau neuer Entwürfe zuständigen Bureau of Ships (BuShips) vor, für das Haushaltsjahr 1956 den Albacore-Rumpf auch bei Flotten-U-Booten zu realisieren. 1954 erteilte das BuShips der Portsmouth NSY den Auftrag, einen vorläufigen Entwurf dafür zu entwickeln. Dieser lief unter der Design-Nummer SCB-150. Besonders die Tatsache, dass auch die neue Klasse nur einen Propeller haben sollte, rief beim BuShips Sorgen an der Zuverlässigkeit hervor, woraufhin es selbst ein Alternativdesign mit zwei Propellern entwarf. Außerdem stand Ende 1954 die eher konservative Wiederholung der USS Darter im Weltkriegsdesign zur Entscheidung. Nachdem dem BuShips recht bald klar geworden war, dass die Tropfenform große Vorteile auch bezüglich der Innenaufteilung der Boote bot, wurde die Darter-Option fallengelassen. Ebenso setzte sich der Ein-Schrauben-Entwurf gegen Widerstände des BuShips durch.
Die Portsmouth NSY entwickelte so den endgültigen Entwurf der Barbel-Klasse, deren Ausmaße die Albacore übertrafen, da in die Boote Sensoren- und Waffensysteme eingepasst werden mussten und die dadurch vergrößerte Besatzungsstärke mehr Lebensraum erforderlich machte. Besonders bei den Einpassungen der Systeme griff das BuShips nochmals ein, setzte hier seine Vorstellungen (unter anderem sechs statt fünf Torpedorohre) durch und änderte den Portsmouth-Entwurf entsprechend ab.
Mitte 1955 wurde das erste Boot der Klasse bei der Portsmouth NSY in Auftrag gegeben. Zwei weitere Einheiten wurden ein Jahr später in Auftrag gegeben, Bauwerften waren Ingalls Shipbuilding und New York Shipbuilding. Danach endete der Bau der Klasse bei drei Schiffen, weil die US Navy 1956 entschied, alle neuen U-Boote nuklear anzutreiben. Ursprünglich sollte die Barbel-Klasse weit mehr Boote erhalten und damit die veralteten Weltkriegs-Entwürfe ersetzen. Diese wurden jedoch in großen Zahlen im GUPPY-Programm modernisiert, um auch nach dem Krieg in der Flotte bleiben zu können, bis genügend Atom-U-Boote bereitstanden. Mit der Skipjack-Klasse wurde fast parallel der nukleare Antrieb in den tropfenförmigen, aber nochmals vergrößerten Rumpf eingepasst.
Das erste Boot der Barbel-Klasse wurde 1956 bis 1958 gebaut und 1959 in Dienst gestellt, die beiden anderen parallel mit rund einem Jahr Verzögerung. Vorgesehen waren Baukosten von 21,5 Millionen US-Dollar, in diesem Rahmen blieben die Kosten auch. Laut US-Kongress lagen sie bei rund 19 Millionen Dollar pro Boot. Inklusive sämtlicher Ausrüstung lagen die Kosten pro Boot bei 29 Millionen Dollar. Die um 1930 eingeführte Tradition, U-Boote nach Wasserlebewesen zu benennen, wurde hier fortgeführt. Das Typschiff USS Barbel (SS-580), und damit auch die Klasse, ist nach der Barbe benannt, die Folgeschiffe USS Blueback (SS-581) nach einer Regenbogenforelle und USS Bonefish (SS-582) nach den Grätenfischen.

### Derivate

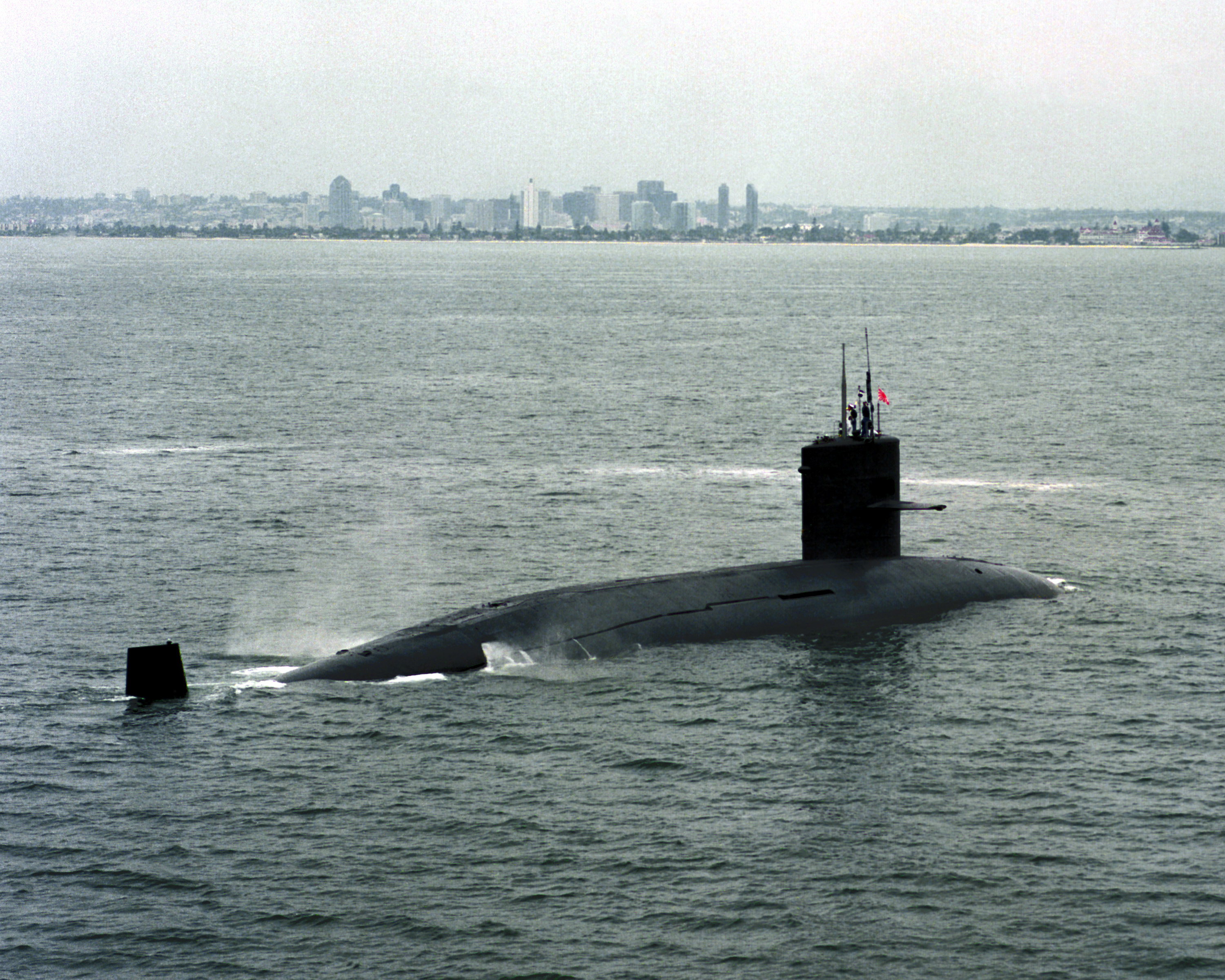
Die japanische Yūshio-Klasse von Mitte der 1970er Jahre basiert auf der Barbel-Klasse

1959 wurden auf dem Armed Forces Staff College erstmals Einzelheiten der Klasse an Verbündete weitergegeben. Die Koninklijke Marine entwickelte auf Basis der Barbel-Klasse ihre Zwaardvis-Klasse, die Streitkräfte der Republik China auf Zwaardvis-Basis dann die Hai-Lung-Klasse. Beide Klassen bestehen aus zwei Booten, die niederländischen waren von 1972 bis 1994/95 in Dienst, die taiwanischen sind seit 1987/88 aktiv. Die japanischen Meeresselbstverteidigungsstreitkräfte adaptierten den Entwurf ebenfalls, sämtliche Boote seit der Uzushio-Klasse ab 1971 basieren auf den Barbels, sind aber im Bugbereich komplett neu entworfen worden, um dem technischen Fortschritt bezüglich Sonaranlagen gerecht zu werden.
Um 1980 dachten auch die Vereinigten Staaten unter Präsident Jimmy Carter darüber nach, eine Modifikation der Barbels, deutlich vergrößert, zu fertigen, da diese in Beschaffung und Betrieb nach damaliger Rechnung circa ein Drittel weniger Kosten verursachen würden als Atom-U-Boote. Letztlich konnte sich Carter nicht durchsetzen und die US Navy stellte weiter ausschließlich Atom-U-Boote in Dienst.
Taiwan hat bis ins 21. Jahrhundert hinein Interesse, US-U-Boote oder die Baulizenz für selbige zu kaufen. Hierbei würde es sich um eine Modifikation des Barbel-Entwurfs handeln, da US-Werften seit dieser Klasse keine Weiterentwicklung dieselelektrischer Boote betrieben haben. Aus diesem Grund wollten die verantwortlichen US-Firmen die Pläne von deutschen Firmen wie Howaldtswerke-Deutsche Werft modernisieren lassen. Modernere Boote, wie sie in Europa gebaut werden, kann Taiwan nicht erwerben, da die westlichen Regierungen Repressalien der Volksrepublik China fürchten. Deshalb gab es auch keine deutsche Beteiligung, und aus selbigem Grund legte auch die niederländische Regierung 1992 bereits Bestellungen für vier weitere Hai Lungs auf Eis. Nachdem US-Präsident George W. Bush den Taiwanern 2001 die Möglichkeit einräumte, U-Boote zu kaufen, scheint sich das Interesse bis 2008 jedoch merklich abgekühlt zu haben, für acht Boote 11,7 Milliarden US-Dollar auszugeben.

### Dienstzeit

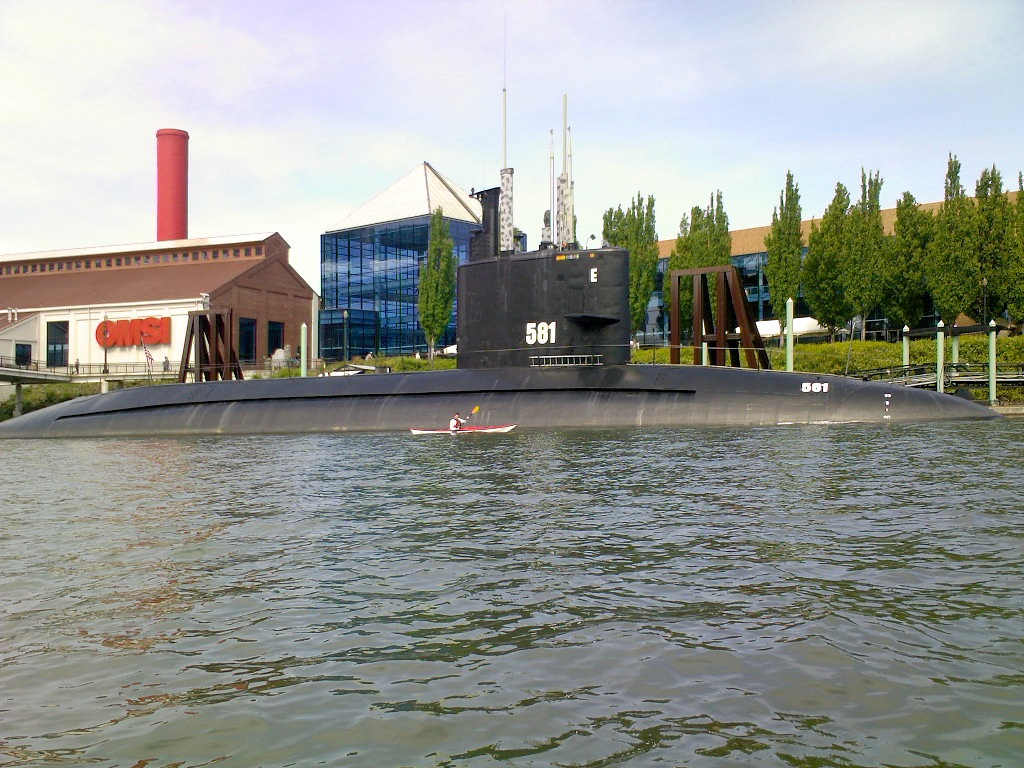
Die Blueback als Museumsschiff vor dem OMSI

Alle drei Boote wurden im Laufe des Jahres 1959 in Dienst gestellt, womit sie die letzten drei gebauten dieselelektrischen Boote der US Navy für Kampfeinsätze waren. Später wurde lediglich noch die USS Dolphin (AGSS-555), ein unbewaffnetes Tieftauch-Versuchs-U-Boot, mit dieser Antriebsart gefertigt. Um die Barbels herum wuchs in den Folgejahren die Dominanz der neuen, leistungsfähigeren Atom-U-Boote. Alle drei Boote wurden im Pazifik stationiert, zuerst in San Diego. Einige Jahre später waren alle Barbels in Pearl Harbor beheimatet. Von dort aus fuhren die Boote regelmäßig zu Einsatzfahrten in den westlichen Pazifik, unter anderem nahmen sie häufig an U-Jagd-Übungen mit Verbündeten teil. Zur Zeit des Vietnamkrieges kamen alle drei U-Boote im Golf von Tonkin zum Einsatz. Seit 1984 waren sie dann die einzigen Diesel-Boote der Flotte. Die Bonefish wurde zu dieser Zeit bereits im Atlantik eingesetzt, unter anderem besuchte sie 1982 Hamburg.
1988 wurde mit der Bonefish das erste der drei Boote außer Dienst gestellt. Eindringendes Seewasser hatte eine Explosion in der Batterieabteilung ausgelöst, woraus sich ein Brand auf dem Boot entwickelte, bei dem drei Seeleute starben. Eine Reparatur kam aber auf Grund des fortgeschrittenen Alters von fast 30 Jahren aus wirtschaftlichen Gründen nicht in Frage, da die Boote um 1990 ohnehin zur Ausmusterung vorgesehen waren. Die Barbel ging 1989 außer Dienst, die Blueback als letztes für Kampfeinsätze gebaute, dieselelektrisch angetriebene Boot der US Navy 1990. Die Bonefish wurde nach dem Brand noch 1989 an ein Abbruchunternehmen in New Orleans verkauft und dort abgewrackt. Die Barbel wurde bis 2001 erhalten und dann bei einem Manöver als Zielschiff versenkt. Lediglich die Blueback blieb intakt. Sie wurde 1994 als Museum gestiftet und vom Oregon Museum of Science and Industry (OMSI) in Portland als Museumsschiff hergerichtet. Dort kann sie am Ufer des Willamette River besichtigt werden.
Mit einer Dienstzeit von 31 Jahren stand die Blueback länger in Dienst als sämtliche Atom-U-Boote der Zeit, mit Ausnahme der Kamehameha, die nach massiven Umbauten 37 aktive Jahre in der Flotte diente. Normalerweise bleibt ein Atom-U-Boot zwischen 25 und 30 Jahren in Dienst.

## Technik

### Rumpf

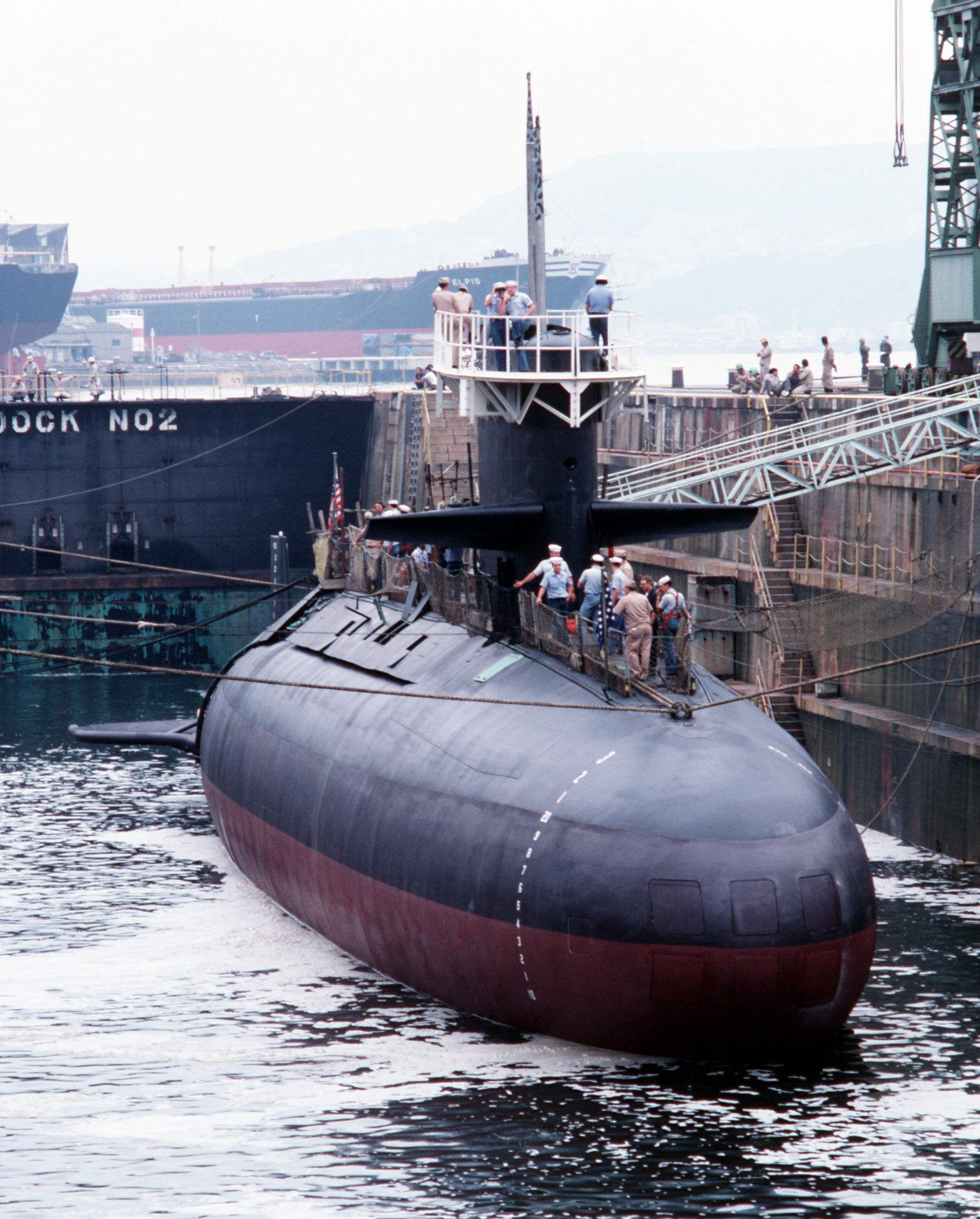
Im Trockendock werden Rumpfform und die Mündungsklappen der Torpedorohre der Barbel sichtbar

Die U-Boote der Barbel-Klasse waren 66,9 Meter lang und 8,8 Meter breit, der Tiefgang lag bei 8,5 Metern. Getaucht verdrängten die Boote 2645 Tonnen. Sie waren in einer Abwandlung der hydrodynamisch optimierten Tropfenform gebaut. Statt der kontinuierlichen Krümmung des Rumpfes, wie sie bei Albacore anzutreffen ist, wurde als Mittelteil ein Stahlzylinder verwendet und mit tropfenförmigen Aufsätzen abgeschlossen. Auch diese Rumpfform begünstigte die Unterwasserfahrt sowohl in Geschwindigkeit als auch in Wendigkeit.
Auf dem oberen Teil des Rumpfes war ein Aufsatz angebracht, der den Booten ein flaches Deck gab und bei Tauchfahrten vom Umgebungswasser unterspült wurde. Eine solche Konstruktion wurde bei keiner folgenden Klasse mehr realisiert. Der schlanke Turm befand sich auf einem Drittel der Rumpflänge und war rund fünfeinhalb Meter hoch. In diesen werden die Masten eingezogen, die ausgefahren auch bei Tauchfahrt die Wasseroberfläche durchbrechen können, außerdem befand sich auf der Oberfläche eine kleine offene Navigationsbrücke. Vor dem Turm war eine Rettungsschleuse und -luke angebracht, durch die die Besatzung das getauchte Boot im Falle eines Unglücks verlassen konnte.
Der tropfenförmige Rumpf setzte sich durch, nachdem unter anderem die Barbel-Klasse ihr Potential gezeigt hatte und wird leicht abgewandelt auch im 21. Jahrhundert verwendet. Da die kontinuierliche Krümmung aber relativ schwer zu fertigen ist, wird inzwischen wie schon bei den Barbels ein zylindrischer Mittelteil verwendet und mit halbrunden Kappen abgeschlossen.
Der Rumpf bestand komplett aus 3,81 cm dickem HY-80-Stahl (high yield-Stahl), der eine minimale Streckgrenze von 80.000 Pound-force pro Quadratzoll (552 N/mm²) aufweist. Die höchste zugelassene Tauchtiefe der Boote in Friedenszeit betrug 215 Meter (700 Fuß), die Zerstörungstiefe, bei der die strukturelle Integrität des Rumpfes nicht mehr gewährleistet werden kann, lag 1,5-fach darüber, also bei rund 320 Metern (1050 Fuß). Mittschiffs erlaubte der Rumpfdurchmesser von fast neun Metern eine dreistöckige Decksanordnung. Auf dem untersten Deck befanden sich sämtliche Batterien für den Antrieb, darüber die Schlaf- und Messeräume der Besatzung. Auf der dritten Ebene direkt unter dem Turm waren neben weiteren Schlafsälen vor allem Sonar- und Funkräume sowie das Kommando- und Kontrollzentrum angeordnet. Von dort aus wurde das U-Boot gesteuert und befehligt. Achtern des dreistöckigen Bereichs befanden sich die Maschinenräume, in Richtung Bug lag der Torpedoraum, jeweils über die gesamte Höhe des hier bereits zusammenlaufenden Rumpfes.
Gesteuert wurden die Boote von einem Steuerkreuz mit Tiefen- und Seitenruder am Heck. Zusätzliche Tiefenruder für die Feinsteuerung unter Wasser waren zu Beginn am Bug angebracht, wurden aber bereits 1961/62 an den Turm versetzt, wo sie bei Unterwassergeschwindigkeiten von mehr als zwölf Knoten mehr Stabilität in der Vertikalebene versprachen.

### Antrieb

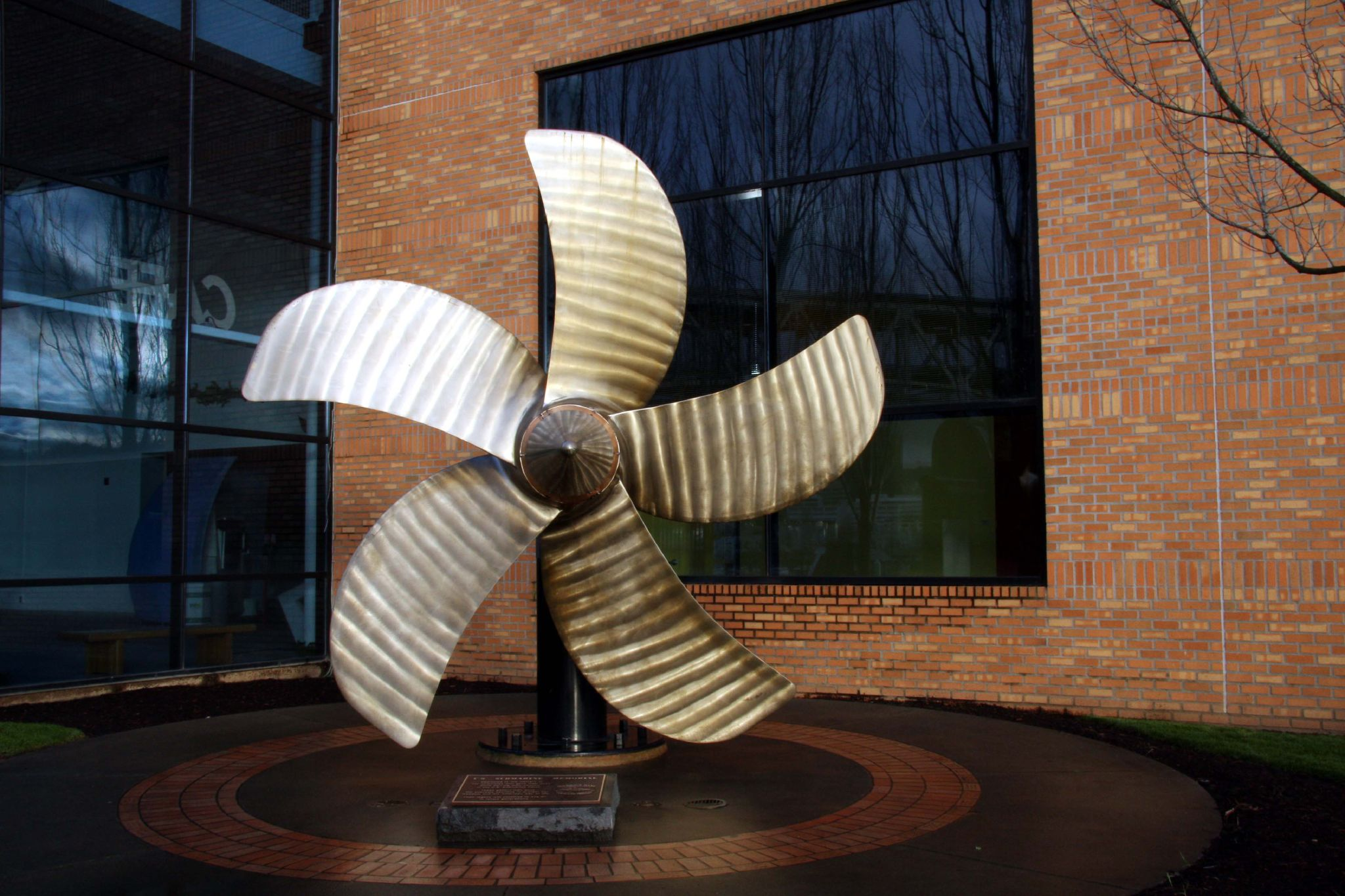
Propeller der Blueback, ausgestellt vor dem OMSI

Als letzte Klasse erhielt die Barbel-Klasse einen dieselelektrischen Antrieb. Im Gegensatz zu den Weltkriegsentwürfen erhielt die Klasse nur eine einzige Welle mit einem Propeller. Das Bureau of Ships und auch Admiral Hyman Rickover setzten sich während der Entwurfsphase aus Gründen der höheren Zuverlässigkeit auch bei der zu planenden Barbel-Klasse für ein Doppelschrauben-Boot ein, konnten sich aber nicht durchsetzen, da der Einschrauben-Entwurf bessere hydrodynamische Eigenschaften versprach. Der Propeller hatte fünf sichelförmige Blätter, der Durchmesser betrug 3,81 Meter.
Jedes der Boote besaß drei Dieselmotoren von Fairbanks, Morse and Company mit einer Leistung von rund 4800 PS (circa 3500 kW). Während der Oberflächenfahrt wurde die Welle von diesen direkt angetrieben. Während der Tauchfahrt konnten die Dieselmotoren nur laufen, wenn sich das Boot knapp unterhalb der Wasseroberfläche befand, da die entstehenden Abgase durch einen Schnorchel abgelassen werden und die erforderliche Luft für den Betrieb der Motoren ins Boot geleitet werden musste. Der Schnorchel konnte am achterlichen Ende des Turms ausgefahren werden. Zusätzlich waren im Rumpf insgesamt 504 massive Batterieblöcke integriert. Die lauten Dieselmotoren, die die Position des Bootes bei Betrieb sofort verrieten, konnten die Akkus aufladen, solange kein Feindkontakt bestand. Die Akkus trieben dann zwei nahezu lautlose Elektromotoren mit einer Leistung von rund 3150 PS (circa 2300 kW) von General Electric an, die wiederum auf die Welle wirkten. So konnten Höchstgeschwindigkeiten von, je nach Quelle, 18 bis 25 Knoten erreicht werden.
Die Ausdauer der Batterien bei einer solchen Leistungsabgabe reichte jedoch für maximal 30 Minuten, danach musste das Boot auf Periskoptiefe gehen, um die Dieselmotoren zu starten und zu „schnorcheln“. Bei einer Schleichfahrt im Bereich von drei Knoten hielten die Batterien 102 Stunden, über vier Tage. Zum Betrieb der Dieselmotoren befanden sich über 400 Tonnen Dieselkraftstoff an Bord. Damit erreichten die Boote eine Einsatzreichweite von rund 19.000 Seemeilen.

### Bewaffnung und Elektronik

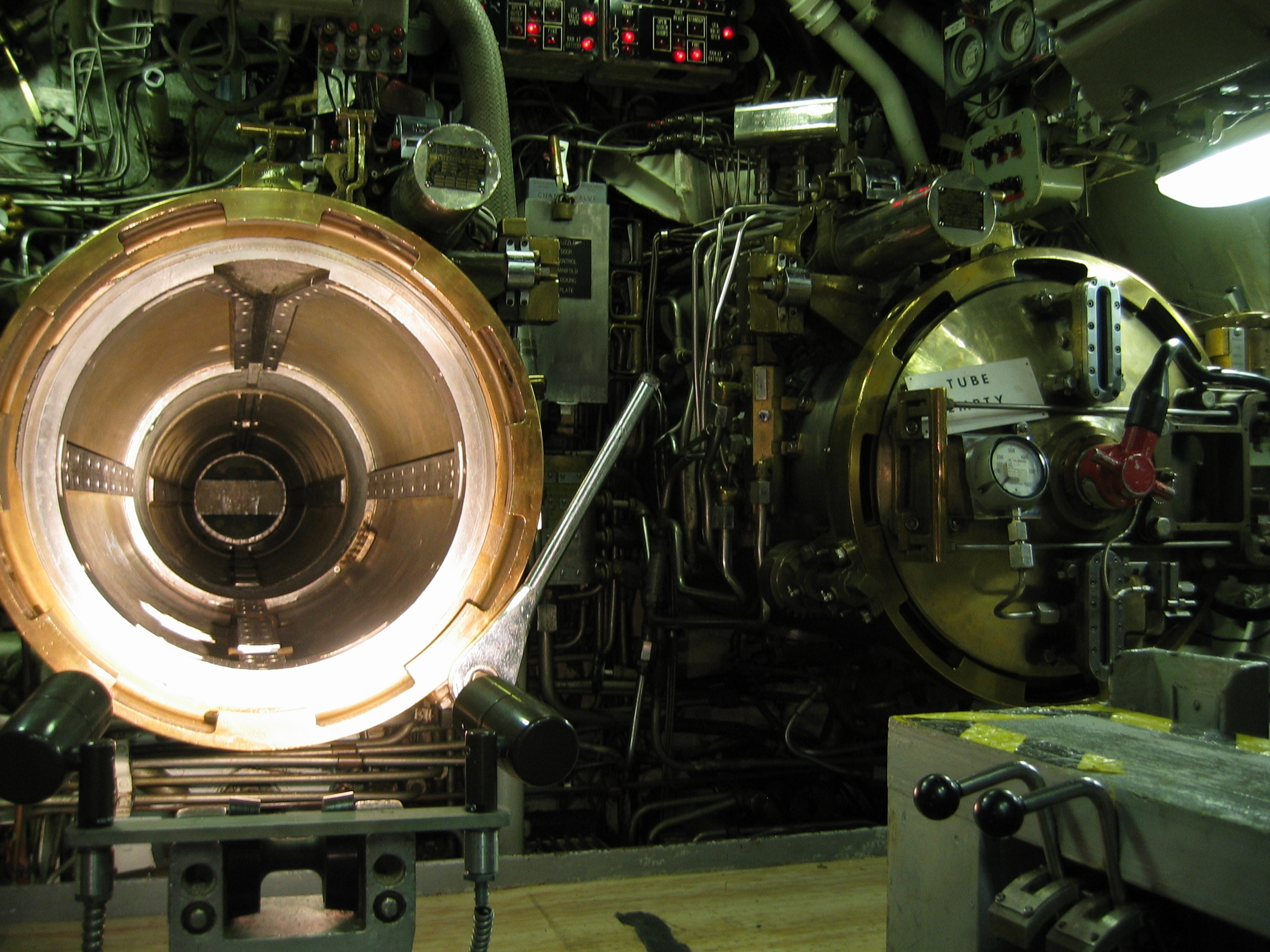
Zwei Torpedorohre der Blueback

Die Boote hatten sechs Torpedorohre mit einem Durchmesser von 21 Zoll (533 Millimeter) im Bug. Diese waren in der Mittellinie in zwei Horizontalreihen zu je drei Rohren angeordnet. Der Entwurf der Portsmouth NSY sah ursprünglich fünf Rohre in einem Kreis vor, das Bureau of Ships bestand aber auf den zu der Zeit üblichen sechs Rohren. Da der Einschrauben-Entwurf gewählt worden war, fielen bereits die vorher häufig genutzten und nach hinten gerichteten Torpedorohre weg. Jedes Boot hatte sechs Torpedos in den Rohren und zusätzlich 16 in Gestellen im Torpedoraum an Bord, insgesamt also 22 Torpedos. Seit deren Einführung in die Flotte 1972 führten die Barbels auch den modernsten Torpedo, den drahtgelenkten Mark 48 Schwergewichtstorpedo, mit. Vorher war der Mark 14 und der daraus entwickelte Mark 16 als Torpedo an Bord. Die Feuerleitlösungen für die Torpedos wurden von einem Mark-101-Feuerleitsystem errechnet.

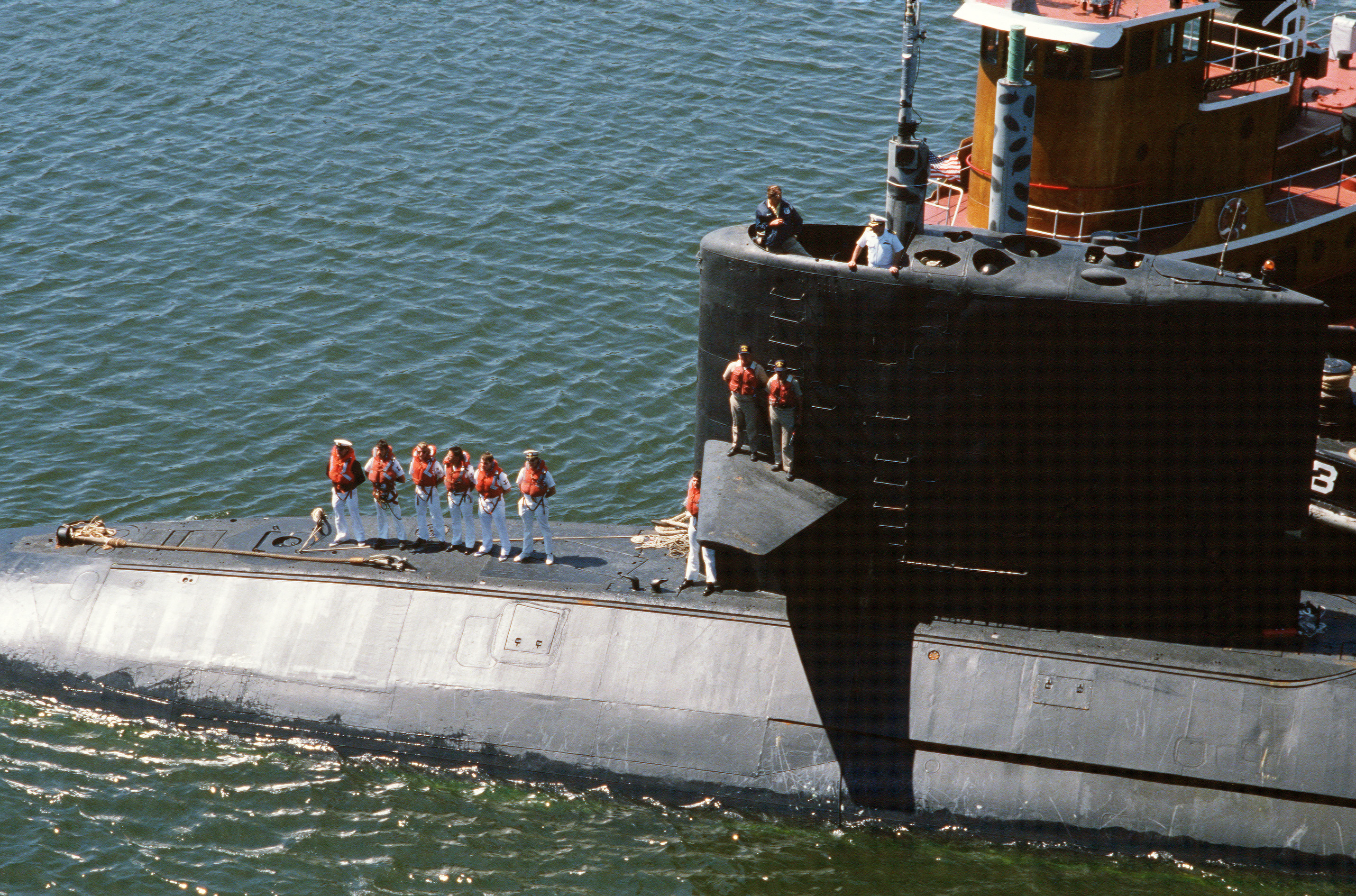
Turm mit zwei Masten

Jedes Boot besaß im Bugbereich zwei Sonaranlagen. Über den Torpedorohren befand sich eine lediglich aktiv arbeitende Anlage des Typs BQS-4, unter den Rohren lag eine kombiniert aktiv-passive Anlage BQR-2/BQS-4. Beide Schallsender-/Empfängereinheiten waren eher klein, auf moderneren Entwürfen sind die Torpedorohre leicht abgewinkelt aus der Mittellinie angebracht, da der Bugbereich durch voluminösere Sonaranlagen belegt ist. Dies gilt im Übrigen auch für die auf Barbel basierenden japanischen Entwürfe.
Die Boote besaßen außerdem mehrere Masten, die durch den Turm über die Wasseroberfläche gestreckt werden konnten, so dass das getauchte U-Boot unter anderem Informationen von der Oberfläche erhalten konnte. Vor dem Schnorchel lag ein Mast für elektronische Gegenmaßnahmen (ECM) des Typs BLR-1 mit integrierter Längstwellen-Schwimmantenne. Wiederum davor befand sich ein BPS-12-Radarmast und ein weiterer ECM-Mast des Typs BRD-6. Direkt hinter der Brücke an der Vorderkante des Turms befanden sich außerdem zwei Periskope, ein großes für Navigation und ein kleineres mit reduzierter Radarrückstrahlfläche für den Einsatz in Kampfsituationen.

## Besatzung

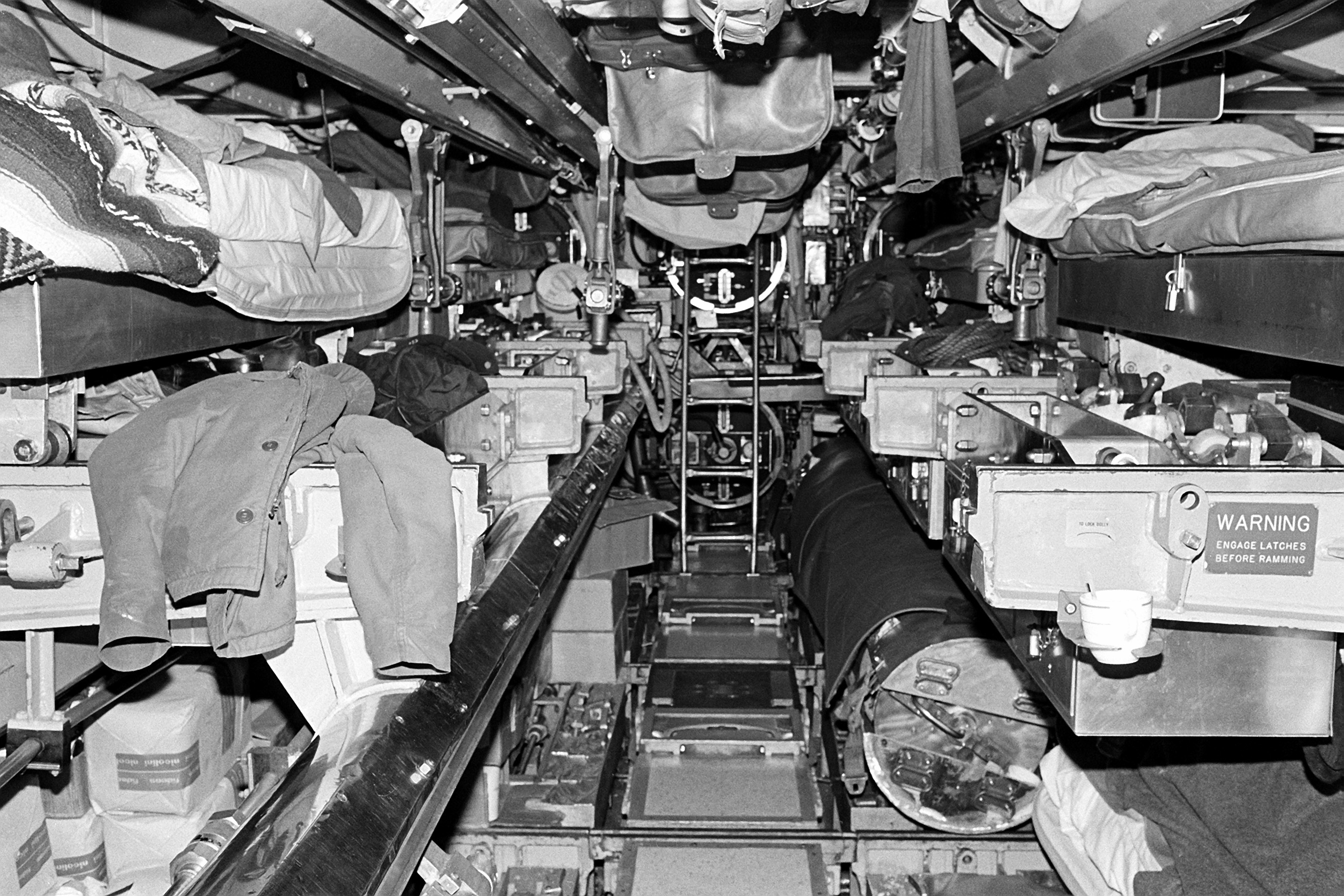
Blick auf eine Notkoje für Mannschaftsdienstgrade

Die Besatzungsstärke der Boote lag zwischen 80 und 85 Mann, davon rund 10 Offiziere. Auf dem Testschiff Albacore befanden sich lediglich etwa 55 Personen, da Waffen- und Sonarsysteme nicht eingerüstet waren. Die Mannschaftsdienstgrade hatten ihre Quartiere und die Messe mittschiffs auf dem mittleren Deck, die Offiziere schliefen und lebten achtern der Kommandoräume auf dem oberen Deck.
Die neu eingeführte Drei-Deck-Konfiguration bot für die Besatzung Vorteile. So mussten die Mannschaften, deren Quartiere auf früheren Booten in Heck und Bug verteilt waren, nun nicht mehr die Kommandozentrale durchqueren, um zu ihren Stationen zu gelangen. Außerdem waren die Torpedo- und Maschinenräume nun weitgehend frei von Schlafquartieren. Gerade wenn aber etwa Gäste an Bord waren, mussten Besatzungsmitglieder dort ihre Notkojen belegen. Trotzdem waren viele Quartiere der Mannschaftsdienstgrade von gelagerter Ausrüstung und durchführenden Rohrleitungen zusätzlich beengt und durch die Laufwege nicht eben ruhig.
Die Offiziere und Unteroffiziere hatten Kammern zu je vier oder acht Mann, die Kojen waren zweistöckig angeordnet und durch Vorhänge vom schmalen Flur abgeschirmt.
Es waren drei Arten Nahrung an Bord. Frische, gekühlte Nahrung reichte für die ersten 30 Tage, tiefgefrorene Lebensmittel für weitere 30 Tage. Für längere Fahrten bis zu 75 Tage ohne die Möglichkeit, frische Lebensmittel nachzuladen, musste die Besatzung auf Trockennahrung zurückgreifen.

## Einsatzprofil
Ihr Antriebssystem limitierte das Einsatzprofil der Barbels beträchtlich. Sie waren vor allem für küstennahe Einsätze vorgesehen, eine Rolle, die sie im Vietnamkrieg auch ausfüllten. Da dieselelektrische Boote bei Geschwindigkeiten von unter fünf Knoten nahezu lautlos sind und deshalb für passive Sonarsysteme nicht mehr ortbar sind, werden sie hauptsächlich auf eine Art eingesetzt, die es ihnen ermöglicht, diesen Vorteil auszuspielen. So hätten die Barbels im Falle eines Angriffs auf feindliche Schiffe in deren voraussichtlichem Kurs gewartet, bis diese in Reichweite der Torpedos des Bootes gekommen wären.
Der dieselelektrische Antrieb ist im Batteriebetrieb leiser als der Kernreaktor eines Atom-U-Bootes, weshalb die Barbels häufig in U-Jagd-Übungen eingesetzt wurden. Dabei spielten sie den Angreifer oder das gesuchte Ziel und simulierten somit feindliche Kräfte. Die Sowjetunion und später Russland sowie China behielten im Gegensatz zu den USA auch nach dem Aufkommen der Atom-U-Boote konventionell angetriebene Boote, allen voran die Kilo-Klasse. Die Barbels waren die beste Möglichkeit, deren Taktiken zu simulieren, ohne dass die US Navy auf Boote von Alliierten hätte zurückgreifen müssen.